# Alegeri prezidențiale în Islanda, 2004
Alegeri prezidențiale s-au ținut în Islanda sâmbăta, la 26 iunie 2004.
| Sumar al alegerilor prezidențiale din Islanda desfășurate în 26 iunie 2004 -- Rezultate finale                                                       | Voturi exprimate | Procentaj |
| --- | ---------------- | --------- |
| Ólafur Ragnar Grímsson | 90,662           | 85.6      |
| Baldur Ágústsson | 13,250           | 12.3      |
| Ástþór Magnússon | 2,001            | 1.9       |
| Voturi valide - total (turnout 63.0%) | 105,913          | 100.0     |
| Voturi ne-exprimate | 27,627           |           |
| Voturi anulate | 834              |           |
| Sursă: Ruv.is. Voturile ne-eprimate au reprezentat 23.3 % din total. Toți cei trei candidați s-au declarat independenți. Acestea sunt datele finale. |                  |           |